# Coppa del Re 1928
La Copa del Rey 1928 fu la 28ª edizione della Coppa del Re. Il torneo iniziò il 31 gennaio e si concluse il 29 giugno 1928. Con sullo sfondo il dibattito per la creazione di una lega, la Federazione ampliò la fase a gironi per aumentare le occasioni di giocarsi gare a livello nazionale. A partire da questa edizione fu introdotta la regola del quoziente reti e si aggiunse una rappresentanza delle Baleari. La finale si svolse allo stadio El Sardinero di Santander dove il Barcellona ottenne l'ottavo titolo.

## Partecipanti

Il Barcellona, vincitore di Copa del Re 1928. Debout : Forns (coach), Mas, Castillo, Llorens, Walter, Guzmán, Carulla e Platko. Assis : Piera, Sastre, Samitier, Arocha e Sagi.

- Aragona: Iberia Sociedad Cultural, Patria Aragón
- Asturie:  Real Oviedo  Racing de Sama
- Baleari: US Mahón
- Biscaglia:  Athletic Bilbao  Alavés
- Cantabria:  Racing Santander  Torrelavega
- Castiglia e León:  Leonesa, Real Unión Deportiva
- Catalogna:  Barcellona  CE Europa
- Madrid:  Atlético Madrid  Real Madrid
- Estremadura: Patria FC
- Galizia:  Deportivo La Coruña  Celta Vigo
- Gipuzkoa:  Real Unión  Real Sociedad
- Murcia:  Real Murcia  Cartagena FC
- Andalusia:  Real Betis  Siviglia
- Valencia:  FC Levante  Valencia

## Turno preliminare
La partita d'andata fu giocata per sorteggio il 31 gennaio 1928 mentre la gara di ritorno fu giocata il 2 febbraio 1928.
|             | Risultato |           | Andata | Ritorno |  |
| ----------- | --------- | --------- | ------ | ------- |  |
| Real Madrid | 10 - 1    | Patria FC | 7 - 0  | 3 - 1   |  |
| US Mahón    | 3 - 13    | CE Europa | 1 - 5  | 2 - 8   |  |

## Fase a gironi

### Gruppo I
| Squadra             | P.ti | G  | V | N | P | GF | GS | DR  |
| ------------------- | ---- | -- | - | - | - | -- | -- | --- |
| Celta Vigo          | 15   | 10 | 7 | 1 | 2 | 55 | 17 | +38 |
| Real Oviedo         | 15   | 10 | 7 | 1 | 2 | 39 | 19 | +20 |
| Deportivo La Coruña | 13   | 10 | 6 | 1 | 3 | 32 | 14 | +18 |
| Leonesa             | 9    | 10 | 4 | 1 | 5 | 23 | 33 | -10 |
| Racing de Sama      | 4    | 10 | 2 | 0 | 8 | 13 | 43 | -30 |
| RU Deportiva        | 4    | 10 | 2 | 0 | 8 | 15 | 51 | -36 |

| 5 febbraio 1928  |        |                  |
| RC Deportivo     | 2 - 0  | Real Oviedo      |
| Cultural Leonesa | 3 - 2  | Celta Vigo       |
| Racing de Sama   | 5 - 4  | RU Deportiva     |
| 12 febbraio 1928 |        |                  |
| Real Oviedo      | 4 - 2  | Celta Vigo       |
| RC Deportivo     | 6 - 0  | RU Deportiva     |
| Cultural Leonesa | 2 - 1  | Racing de Sama   |
| 19 febbraio 1928 |        |                  |
| Celta Vigo       | 2 - 1  | RC Deportivo     |
| Real Oviedo      | 7 - 0  | Racing de Sama   |
| RU Deportiva     | 2 - 1  | Cultural Leonesa |
| 26 febbraio 1928 |        |                  |
| Cultural Leonesa | 3 - 3  | Real Oviedo      |
| Racing de Sama   | 0 - 4  | RC Deportivo     |
| Celta Vigo       | 11 - 1 | RU Deportiva     |
| 4 marzo 1928     |        |                  |
| Racing de Sama   | 1 - 5  | Celta Vigo       |
| RC Deportivo     | 6 - 1  | Cultural Leonesa |
| RU Deportiva     | 1 - 3  | Real Oviedo      |
| 11 marzo 1928    |        |                  |
| Real Oviedo      | 4 - 0  | RC Deportivo     |
| Celta Vigo       | 8 - 0  | Cultural Leonesa |
| RU Deportiva     | 4 - 1  | Racing de Sama   |
| 18 marzo 1928    |        |                  |
| Celta Vigo       | 7 - 2  | Real Oviedo      |
| RU Deportiva     | 1 - 4  | RC Deportivo     |
| Racing de Sama   | 3 - 1  | Cultural Leonesa |
| 25 marzo 1928    |        |                  |
| RC Deportivo     | 3 - 3  | Celta Vigo       |
| Racing de Sama   | 1 - 5  | Real Oviedo      |
| Cultural Leonesa | 6 - 1  | RU Deportiva     |
| 1º aprile 1928   |        |                  |
| Real Oviedo      | 5 - 3  | Cultural Leonesa |
| RC Deportivo     | 4 - 0  | Racing de Sama   |
| RU Deportiva     | 1 - 8  | Celta Vigo       |
| 8 aprile 1928    |        |                  |
| Celta Vigo       | 7 - 1  | Racing de Sama   |
| Cultural Leonesa | 3 - 2  | RC Deportivo     |
| Real Oviedo      | 6 - 0  | RU Deportiva     |

### Gruppo II
| Squadra          | P.ti | G  | V | N | P | GF | GS | DR  |
| ---------------- | ---- | -- | - | - | - | -- | -- | --- |
| Alavés           | 14   | 10 | 5 | 4 | 1 | 17 | 9  | +8  |
| Real Madrid      | 14   | 10 | 6 | 2 | 2 | 23 | 17 | +6  |
| Racing Santander | 13   | 10 | 6 | 1 | 3 | 34 | 13 | +21 |
| Athletic Bilbao  | 13   | 10 | 6 | 1 | 3 | 26 | 13 | +13 |
| Torrelavega      | 4    | 10 | 1 | 2 | 7 | 8  | 38 | -30 |
| Atlético Madrid  | 2    | 10 | 1 | 0 | 9 | 12 | 30 | -18 |

| 5 febbraio 1928        |       |                        |
| Real Madrid            | 6 - 1 | Gimnástica Torrelavega |
| Athletic Bilbao        | 3 - 1 | Atlético Madrid        |
| Racing Santander       | 2 - 2 | CD Alavés              |
| 12 febbraio 1928       |       |                        |
| Atlético Madrid        | 1 - 3 | CD Alavés              |
| Racing Santander       | 4 - 0 | Real Madrid            |
| Athletic Bilbao        | 8 - 0 | Gimnástica Torrelavega |
| 19 febbraio 1928       |       |                        |
| Atlético Madrid        | 0 - 1 | Real Madrid            |
| CD Alavés              | 2 - 0 | Athletic Bilbao        |
| Gimnástica Torrelavega | 0 - 5 | Racing Santander       |
| 26 febbraio 1928       |       |                        |
| Real Madrid            | 3 - 2 | Athletic Bilbao        |
| Racing Santander       | 6 - 2 | Atlético Madrid        |
| CD Alavés              | 3 - 0 | Gimnástica Torrelavega |
| 4 marzo 1928           |       |                        |
| Gimnástica Torrelavega | 2 - 1 | Atlético Madrid        |
| Athletic Bilbao        | 3 - 1 | Racing Santander       |
| Real Madrid            | 3 - 3 | CD Alavés              |
| 11 marzo 1928          |       |                        |
| Gimnástica Torrelavega | 2 - 2 | Real Madrid            |
| Atlético Madrid        | 2 - 4 | Athletic Bilbao        |
| CD Alavés              | 2 - 1 | Racing Santander       |
| 18 marzo 1928          |       |                        |
| CD Alavés              | 2 - 1 | Atlético Madrid        |
| Real Madrid            | 3 - 2 | Racing Santander       |
| Gimnástica Torrelavega | 1 - 3 | Athletic Bilbao        |
| 25 marzo 1928          |       |                        |
| Real Madrid            | 3 - 0 | Atlético Madrid        |
| Athletic Bilbao        | 0 - 0 | CD Alavés              |
| Racing Santander       | 7 - 0 | Gimnástica Torrelavega |
| 1º aprile 1928         |       |                        |
| Athletic Bilbao        | 3 - 1 | Real Madrid            |
| Atlético Madrid        | 1 - 4 | Racing Santander       |
| Gimnástica Torrelavega | 0 - 0 | CD Alavés              |
| 8 aprile 1928          |       |                        |
| Atlético Madrid        | 3 - 2 | Gimnástica Torrelavega |
| Racing Santander       | 2 - 0 | Athletic Bilbao        |
| CD Alavés              | 0 - 1 | Real Madrid            |

### Gruppo III
| Squadra       | P.ti | G  | V | N | P  | GF | GS | DR  |
| ------------- | ---- | -- | - | - | -- | -- | -- | --- |
| Barcellona    | 16   | 10 | 7 | 2 | 1  | 35 | 18 | +17 |
| Real Sociedad | 16   | 10 | 8 | 0 | 2  | 31 | 17 | +14 |
| Real Unión    | 15   | 10 | 7 | 1 | 2  | 36 | 17 | +19 |
| CE Europa     | 7    | 10 | 3 | 1 | 6  | 22 | 21 | +1  |
| Iberia SD     | 6    | 10 | 3 | 0 | 7  | 16 | 28 | -12 |
| Patria Aragón | 0    | 10 | 0 | 0 | 10 | 7  | 46 | -39 |

| 5 febbraio 1928  |       |               |
| FC Barcellona    | 4 - 1 | Iberia SD     |
| Real Unión       | 2 - 1 | CD Europa     |
| Patria Aragón    | 0 - 3 | Real Sociedad |
| 12 febbraio 1928 |       |               |
| FC Barcellona    | 4 - 1 | Real Sociedad |
| Real Unión       | 8 - 0 | Patria Aragón |
| Iberia SD        | 2 - 1 | CD Europa     |
| 19 febbraio 1928 |       |               |
| Iberia SD        | 4 - 1 | Patria Aragón |
| CD Europa        | 2 - 3 | FC Barcellona |
| Real Sociedad    | 4 - 1 | Real Unión    |
| 26 febbraio 1928 |       |               |
| Patria Aragón    | 1 - 3 | FC Barcellona |
| Real Unión       | 2 - 1 | Iberia SD     |
| CD Europa        | 0 - 1 | Real Sociedad |
| 4 marzo 1928     |       |               |
| Real Sociedad    | 5 - 1 | Iberia SD     |
| FC Barcellona    | 4 - 4 | Real Unión    |
| Patria Aragón    | 2 - 3 | CD Europa     |
| 11 marzo 1928    |       |               |
| Iberia SD        | 0 - 1 | FC Barcellona |
| CD Europa        | 0 - 3 | Real Unión    |
| Real Sociedad    | 4 - 1 | Patria Aragón |
| 18 marzo 1928    |       |               |
| Real Sociedad    | 5 - 4 | FC Barcellona |
| Patria Aragón    | 0 - 7 | Real Unión    |
| CD Europa        | 7 - 0 | Iberia SD     |
| 25 marzo 1928    |       |               |
| Patria Aragón    | 0 - 3 | Iberia SD     |
| FC Barcellona    | 2 - 2 | CD Europa     |
| Real Unión       | 3 - 1 | Real Sociedad |
| 1º aprile 1928   |       |               |
| FC Barcellona    | 7 - 0 | Patria Aragón |
| Iberia SD        | 3 - 4 | Real Unión    |
| Real Sociedad    | 4 - 2 | CD Europa     |
| 8 aprile 1928    |       |               |
| Iberia SD        | 1 - 3 | Real Sociedad |
| Real Unión       | 2 - 3 | FC Barcellona |
| CD Europa        | 4 - 2 | Patria Aragón |

### Gruppo IV
| Squadra      | P.ti | G  | V | N | P | GF | GS | DR  |
| ------------ | ---- | -- | - | - | - | -- | -- | --- |
| Real Murcia  | 15   | 10 | 7 | 1 | 2 | 23 | 14 | +9  |
| Valencia     | 12   | 10 | 5 | 2 | 3 | 21 | 20 | +1  |
| Cartagena FC | 10   | 10 | 4 | 2 | 4 | 18 | 17 | +1  |
| Siviglia     | 9    | 10 | 3 | 3 | 4 | 16 | 14 | +2  |
| Real Betis   | 9    | 10 | 3 | 3 | 4 | 20 | 20 | 0   |
| FC Levante   | 5    | 10 | 2 | 1 | 7 | 13 | 26 | -13 |

| 5 febbraio 1928  |       |              |
| Real Betis       | 4 - 2 | Levante FC   |
| Valencia FC      | 4 - 0 | Cartagena FC |
| Real Murcia      | 1 - 2 | Siviglia FC  |
| 12 febbraio 1928 |       |              |
| Levante FC       | 2 - 0 | Siviglia FC  |
| Real Murcia      | 1 - 0 | Valencia FC  |
| Real Betis       | 3 - 0 | Cartagena FC |
| 19 febbraio 1928 |       |              |
| Siviglia FC      | 3 - 3 | Real Betis   |
| Cartagena FC     | 2 - 2 | Real Murcia  |
| Levante FC       | 1 - 3 | Valencia FC  |
| 26 febbraio 1928 |       |              |
| Real Murcia      | 5 - 1 | Levante FC   |
| Siviglia FC      | 1 - 0 | Cartagena FC |
| 28 febbraio 1928 |       |              |
| Valencia FC      | 3 - 3 | Real Betis   |
| 4 marzo 1928     |       |              |
| Real Betis       | 1 - 3 | Real Murcia  |
| Cartagena FC     | 4 - 1 | Levante FC   |
| Valencia FC      | 1 - 1 | Siviglia FC  |
| 11 marzo 1928    |       |              |
| Levante FC       | 0 - 1 | Real Betis   |
| Cartagena FC     | 4 - 0 | Valencia FC  |
| Siviglia FC      | 1 - 2 | Real Murcia  |
| 18 marzo 1928    |       |              |
| Siviglia FC      | 0 - 1 | Levante FC   |
| Valencia FC      | 3 - 1 | Real Murcia  |
| Cartagena FC     | 4 - 2 | Real Betis   |
| 25 marzo 1928    |       |              |
| Real Betis       | 1 - 1 | Siviglia FC  |
| Real Murcia      | 2 - 1 | Cartagena FC |
| Valencia FC      | 4 - 2 | Levante FC   |
| 1º aprile 1928   |       |              |
| Levante FC       | 1 - 3 | Real Murcia  |
| Cartagena FC     | 1 - 0 | Siviglia FC  |
| Real Betis       | 0 - 1 | Valencia FC  |
| 8 aprile 1928    |       |              |
| Real Murcia      | 3 - 2 | Real Betis   |
| Levante FC       | 2 - 2 | Cartagena FC |
| Siviglia FC      | 7 - 2 | Valencia FC  |

## Quarti di finale
|             | Risultato |               | Andata | Ritorno |  |
| ----------- | --------- | ------------- | ------ | ------- |  |
| Barcellona  | 9 - 5     | Real Oviedo   | 7 - 3  | 2 - 2   |  |
| Real Murcia | 2 - 5     | Alavés        | 1 - 2  | 1 - 3   |  |
| Celta Vigo  | 2 - 4     | Real Sociedad | 2 - 1  | 0 - 3   |  |
| Real Madrid | 3 - 4     | Valencia      | 2 - 2  | 1 - 2   |  |

## Semifinali
|               | Risultato |          | Andata | Ritorno |  |
| ------------- | --------- | -------- | ------ | ------- |  |
| Real Sociedad | 9 - 3     | Valencia | 7 - 0  | 2 - 3   |  |
| Barcellona    | 8 - 0     | Alavés   | 3 - 0  | 5 - 0   |  |

## Finale
| Arbitro: | Pedro Vallana |

|              |           |              |
| Samitier 53’ | Marcatori | 83’ Mariscal |

### 1ª ripetizione
| Arbitro: | Pedro Escartín |

|           |           |            |
| Piera 69’ | Marcatori | 32’ Kiriki |

### 2ª ripetizione
| Arbitro: | Pablo Saracho |

|                                   |           |            |
| Samitier 8’ Arocha 21’ Sastre 25’ | Marcatori | 16’ Zaldúa |